# Paulo Roberto Bauer
Paulo Roberto Bauer, né le 20 mars 1957 à Blumenau, est un homme politique brésilien. 
Il fut notamment vice-gouverneur de l'État de Santa Catarina dans le gouvernement de Esperidião Amin Helou Filho, de 1999 à 2003. 
Député fédéral de 1991 à 1999, il se représente pour cette charge à la fin de son mandat de vice-gouverneur. Il est à nouveau élu député fédéral depuis 2003.